# ریس‌اورد
ریس‌آورد (به هلندی: Rijsoord) یک منطقهٔ مسکونی در هلند است که در ریدرکرک واقع شده‌است. ریس‌اورد ۱٬۳۵۹ نفر جمعیت دارد.